# Emilio Salgari
Emilio Carlo Giuseppe Maria Salgari (Verona, 21 de agosto de 1862-Turín, 25 de abril de 1911) fue un escritor, marino y periodista italiano. Escribió principalmente novelas de aventuras ambientadas en lugares como Malasia, el océano Pacífico, el mar de las Antillas, la selva india, el desierto y la selva de África, el oeste de Estados Unidos, las selvas de Australia e incluso los mares árticos. Tal vez sus personajes más conocidos sean el pirata Sandokán y el Corsario Negro, que alimentaron la imaginación de millones de lectores. En los países de habla hispana su obra fue particularmente popular, por lo menos hasta las décadas de 1970 y 1980.

## Biografía
Emilio Salgari nació en el seno de una familia de pequeños comerciantes, hijo de Luigia Gradara y Luigi Salgari. En 1878 comenzó sus estudios en el Real Instituto Técnico Naval «Paolo Sarpi», en Venecia, pero no llegó a obtener el título de capitán de gran cabotaje. Su experiencia como marino parece haberse limitado a unos pocos viajes de aprendizaje en un navío escuela y un viaje posterior, probablemente como pasajero, en el barco mercante Italia Una, que navegó durante tres meses por el mar Adriático, hasta atracar en el puerto de Brindisi. No hay evidencia alguna de que realizase más viajes, aunque el propio autor así lo afirma en su autobiografía, declarando que muchos de sus personajes están basados en personas reales que conoció en su vida como marino. Salgari se daba a sí mismo el título de «capitán», como uno de sus modelos, Thomas Mayne Reid, e incluso firmó con él algunas de sus obras.

### Matrimonio, hijos y familia

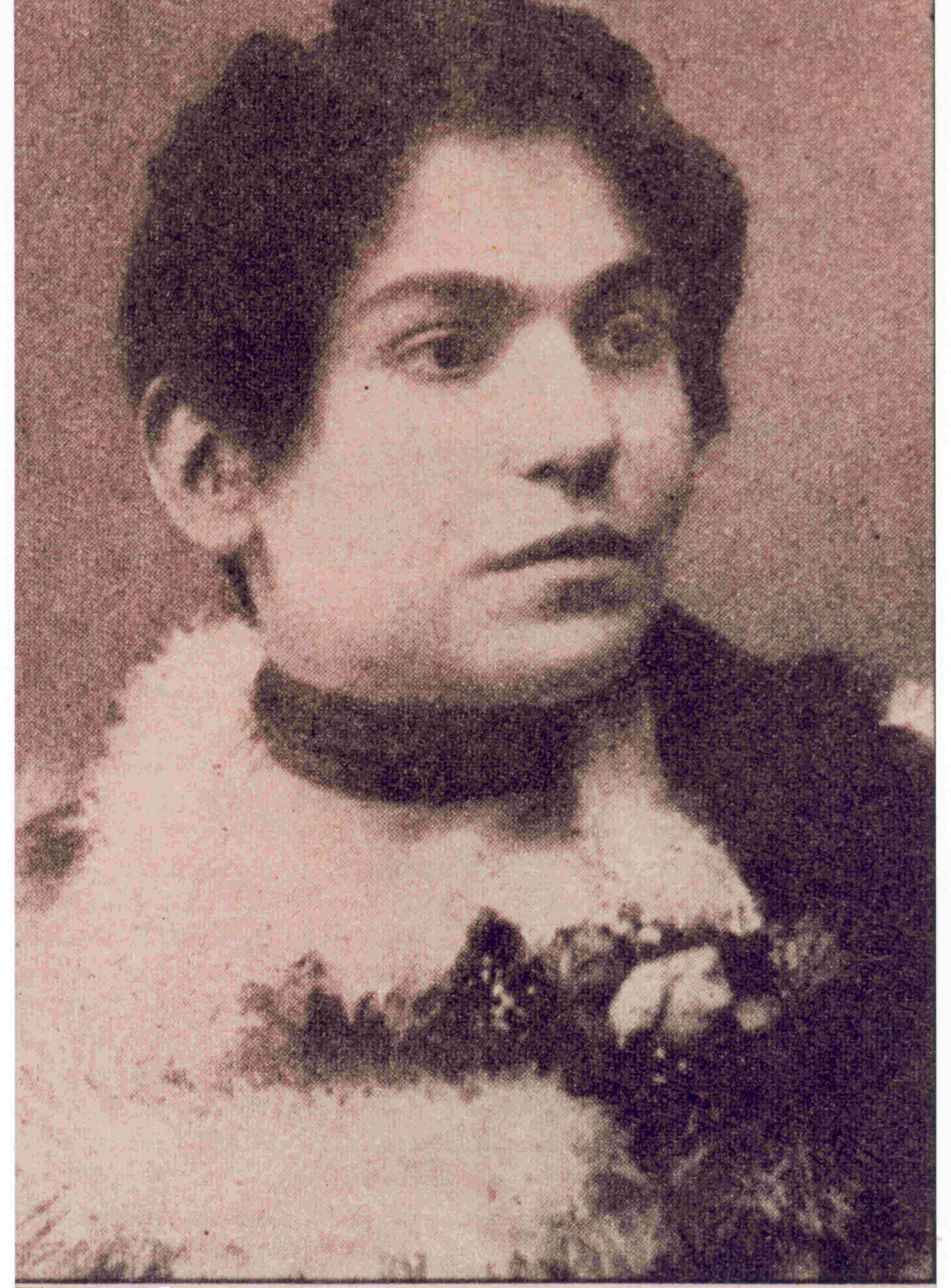
Ida Peruzzi, esposa de Salgari.

En enero de 1892 contrajo matrimonio con la actriz de teatro Ida Peruzzi (a la que llamó siempre cariñosamente «Aida», como la heroína de Verdi), con quien tuvo cuatro hijos. En ese mismo año nació la primera hija del matrimonio, Fátima, a la que siguieron tres varones, Nadir (1894), Romero (1898) y Omar (1900), lo que cargó de deudas al escritor, quien sin embargo vivió con ella muy feliz durante años.
La vida privada de Salgari fue nublada por varias tragedias. Ida enfermó después de 1903 y la lucha económica de Salgari con las deudas, que no podía satisfacer a causa de un contrato miserable y leonino para el editor, que se hacía rico a su costa, aumentó con sus facturas médicas. En 1889 se suicidó el padre de Salgari, y fue el primero de una cadena de suicidios familiares, que incluye el del propio escritor (1911), el de su hijo Romero (1931) y el de su otro hijo Omar (1963).

## Vida artística

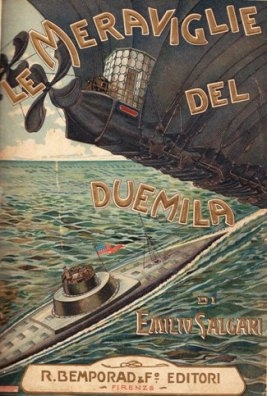
Cubierta del libro "Le meraviglie del duemila" de Emilio Salgari,1907.

La primera publicación de Salgari fue el relato breve I selvaggi della Papuasia, que apareció por entregas en el periódico milanés La Valigia a partir de julio de 1883. También en 1883 se inició en el periódico veronés La Nuova Arena la publicación de su primera novela, Tay-See, que vería después la luz como volumen independiente con el título de La rosa del Dong-Giang. En octubre del mismo año comenzó a publicarse El tigre de Malasia, primera versión de la novela inaugural del ciclo de Sandokán, que se editaría posteriormente con el título de Los tigres de Mompracem, con algunos cambios. La primera novela en publicarse de forma independiente fue La favorita del Mahdi, en 1887.
Gracias al éxito de sus obras consiguió un puesto como redactor fijo en La Nuova Arena, que mantuvo hasta 1893. Por entonces tuvo lugar un curioso incidente: ofendido por haber sido llamado «mozo» en un artículo por el periodista Giuseppe Biasioli, lo desafió a duelo. Como resultado, Biasioli tuvo que ser hospitalizado y Salgari pasó seis meses en la cárcel.
En 1892 el escritor trasladó su residencia a Turín, donde trabajó para la editorial Speirani, especializada en novelas juveniles. 
Aunque muy popular, Salgari no ganó mucho dinero de sus libros y vivió pidiendo a otros durante la mayor parte de su vida. En 1898 el editor Donath convenció a Salgari para que se mudase a Génova, donde trabó amistad con el que sería el más destacado ilustrador de su obra, Giuseppe «Pipein» Gamba. En 1900 regresó a Turín. Las circunstancias económicas de la familia se fueron haciendo cada vez más difíciles, a pesar del trabajo incansable de Salgari para mantener un respetable decoro burgués. En 1907 cesó su contrato con Donath y pasó a trabajar para la editorial Bemporad, para la cual escribiría, hasta su muerte en 1911, un total de diecinueve novelas. Su éxito entre el público juvenil fue creciendo, y algunas de sus novelas llegaron a alcanzar tiradas de cien mil ejemplares. Sin embargo, su desequilibrio psíquico y la locura de su esposa, que tuvo que ser internada en el psiquiátrico de Collegno, cerca de Turín, lo condujeron al suicidio. Después de un intento fallido en 1909, se quitó la vida abriéndose el vientre con un cuchillo según el rito japonés del seppuku, más conocido como harakiri, el 25 de abril de 1911. Dejó escritas tres cartas, dirigidas, respectivamente, a sus hijos, a sus editores y a los directores de los periódicos de Turín. La carta a sus editores es suficientemente elocuente:

A vosotros, que os habéis enriquecido con mi piel, manteniéndome a mí y a mi familia en una continua semimiseria o aún peor, sólo os pido que, en compensación por las ganancias que os he proporcionado, os ocupéis de los gastos de mis funerales. Os saludo rompiendo la pluma. Emilio Salgari.

## Obra
A lo largo de su prolífica carrera como escritor, Salgari escribió, según su biógrafo Felice Pozzo, ochenta y cuatro novelas y un número de cuentos imposible de determinar. La mayor parte son novelas de aventuras ambientadas en lugares exóticos, aunque cultivó también la ciencia ficción, con la atípica novela Las maravillas del 2000 (1907). En España, muchas de las novelas fueron publicadas por Saturnino Calleja y posteriormente por Gahe divididas en dos volúmenes, con títulos diferentes de los originales. Por ejemplo: Le due tigri se dividió en dos partes, que se titularon Los estranguladores y Los dos rivales. En México toda su obra apareció en la llamada "Colección Salgari" que publicó la Editorial Pirámide con ilustraciones firmadas por "Pal". Además de otras editoriales.
Después de la muerte de Salgari, proliferaron las novelas falsamente atribuidas, muchas de ellas escritas por sus propios hijos, Omar y Nadir.
Algunas de las novelas de Salgari están relacionadas entre sí y constituyen extensos ciclos narrativos protagonizados por los mismos personajes.

### CicloPiratas de la Malasia

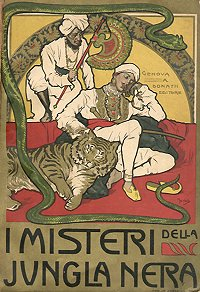
Portada de Los misterios de la jungla negra.

El protagonista de este ciclo de once novelas, el más extenso de Salgari, es el pirata Sandokán, llamado «el tigre de la Malasia» ("Malasia" es la región del sudeste asiático correspondiente a los actuales países de Malasia, Indonesia y Filipinas). Inspirado en el real aventurero español Carlos Cuarteroni Fernández, Sandokán es un príncipe de Borneo desposeído de su trono por el colonialismo británico (es digno de mención el hecho de que, en la misma época en que la narrativa de aventuras británica glorifica sin ambages su política colonialista —véase, por ejemplo, la obra de H. Rider Haggard—, Salgari hace protagonista de sus novelas a un resistente anticolonialista). Los británicos —y sobre todo el llamado «rajá blanco» de Sarawak, en Borneo, James Brooke, personaje que existió realmente— son los principales enemigos del héroe, quien cuenta con el apoyo de otros personajes, como su amigo fraterno, el portugués Yáñez, o Sambigliong.
El ciclo mezcla dos líneas narrativas: la protagonizada por Sandokán y Yáñez (Los tigres de Mompracem), y otra, que comienza en la India, protagonizada por el indio Tremal-Naik y el maharato Kammamuri (Los misterios de la jungla negra) en su lucha contra los malvados thugs, adoradores de la diosa Kali. Ambas novelas confluyen en la novela Los piratas de Malasia, en la que Tremal-Naik y Kammamuri se convierten en grandes amigos y seguidores incondicionales de Sandokán y Yáñez.
El principal personaje femenino de la serie es la amada de Sandokán, la inglesa lady Mariana Guillonk, llamada la «Perla de Labuán», cuyo trágico final marcará la vida posterior del héroe. Más suerte en sus amoríos tiene Yáñez, quien se convierte en príncipe consorte de Assam gracias a su matrimonio con la mahrajaní Surama.
El orden de publicación de los títulos no coincide exactamente con el orden argumental, debido a que la versión definitiva de Los tigres de Mompracem (1900) fue publicada después de Los piratas de la Malasia (1896). 
Las dos últimas novelas de la serie se publicaron tras la muerte del autor.
Títulos
Existe cierto desorden y confusión en cuanto a los títulos de las obras de Salgari en español. Algunas editoriales retitulan las obras. O publican en dos tomos una novela, retitulando a su vez cada tomo. En la siguiente lista damos la traducción literal del título original en italiano.
1. Los tigres de Mompracem (Le tigri de Mompracem, 1896). En dos tomos: Sandokán y La mujer del pirata o ídem y La última batalla.
2. Los misterios de la jungla negra (I misteri della jungla nera, 1895). También como El cazador de serpientes.
3. Los piratas de la Malasia (I pirati della Malesia, 1896).
4. Los dos tigres (Le due tigri, 1904). En dos tomos: Los estranguladores y Los dos rivales.
5. El rey del mar (Il re del mare, 1906). En dos tomos: Los tigres de la Malasia e ídem.
6. A la conquista de un imperio (Alla conquista di un impero, 1907).
7. La venganza de Sandokán (Sandokan alla riscossa, 1907).
8. La reconquista de Mompracem (La riconquista del Mompracem, 1908).
9. El falso brahmán (Il bramino dell'Assam, 1911).
10. La caída de un imperio (La caduta di un impero, 1911).
11. El desquite de Yáñez (La rivincita di Yanez, 1913). En dos tomos: En los junglares de la India y La venganza de Yáñez.

### CicloPiratas del Caribe
Este ciclo está constituido por cinco novelas. La acción se desarrolla en el mar Caribe durante el siglo XVII, época de esplendor de la piratería. El protagonista principal es el Corsario Negro, Emilio di Roccanegra, señor de Ventimiglia, un noble italiano que ha adoptado la piratería como método de venganza contra el flamenco Wan Guld, gobernador de Maracaibo, que había asesinado a su hermano mayor. Inicialmente el Corsario Negro luchó junto a sus otros dos hermanos, el Corsario Verde y el Corsario Rojo, que fueron ahorcados ambos por su adversario.
El Corsario Negro, como ocurre con frecuencia en las novelas de Salgari, se enamoró de la hija de su enemigo, Honorata de Wan Guld, con quien vivió un breve idilio. Fruto de su matrimonio fue Yolanda, protagonista de la tercera novela, junto con el antiguo lugarteniente del Corsario, Morgan. En los dos últimos títulos toma el relevo en el protagonismo de la serie Enrico di Ventimiglia (Enrique de Ventimiglia), el hijo del Corsario Rojo.
Títulos
1. El Corsario Negro (Il Corsaro Nero, 1898). En dos tomos: ídem y La venganza.
2. La reina de los Caribes (La regina dei Caraibi, 1901). En dos tomos: ídem y Honorata de Wan Guld.
3. Yolanda, la hija del Corsario Negro (Jolanda, la figlia del Corsaro Nero, 1905). En dos tomos: ídem y Morgan.
4. El hijo del Corsario Rojo (Il figlio del Corsaro Rosso, 1908).
5. Los últimos filibusteros (Gli ultimi filibustieri, 1908.) También traducida como Los últimos piratas.

### CicloPiratas de las Bermudas
Este ciclo está ambientado en la época de la guerra de la independencia americana y los protagonistas de esta historia son los corsarios americanos que tenía como objetivo romper el bloqueo comercial impuesto por Inglaterra a las colonias americanas. En el bando americano nos encontramos con el Barón William Mac-Lelan, su contramaestre Cabeza de Piedra y el gaviero Petifoque. En el bando inglés nos encontramos al Marqués de Halifax, hermanastro del Barón William Mac-Lean. Además de luchar en bandos distintos estos hombres también pelean por el amor de la misma mujer, Mary Wentworth.
1. Los corsarios de las Bermudas (I corsari delle Bermude, 1909).
2. Dos abordajes (La crociera della Tuonante, 1910).
3. Las extraordinarias aventuras de Cabeza de Piedra (Straordinarie avventure di Testa di Pietra, 1911).

### CicloAventuras en el Far West
Las tres novelas que componen este ciclo siguen las aventuras y desgracias del Coronel Devandell, la Sakem Yalla y su hija Minnehaha en su incesante búsqueda de venganza contra los hombres blancos que están exterminando a las tribus Sioux.
1. En las fronteras del Far West (Sulle frontiere del Far-West, 1908).
2. La cazadora de cabelleras (La scotennatrice, 1909).
3. El exterminio de una tribu (Le selve ardenti, 1910).

### Ciclos menores
1. Capitán Tormenta
1. El capitán Tormenta (Capitan Tempesta, 1905). En dos tomos: ídem y El León de Damasco.
2. El León de Damasco (Il leone di Damasco, 1910). En dos tomos: El hijo del León de Damasco y La galera del Bajá.

2. La Flor de las Perlas
1. Los horrores de las Filipinas (Le stragi delle Filippine, 1897). En tres tomos: ídem, Flor de las perlas y Los cazadores de cabezas.
2. La Flor de las Perlas (Il Fiore delle Perle, 1901).

3. Los hijos del aire
1. Los hijos del aire (I figli dell'aria, 1904). En dos tomos: La campana de plata e ídem.
2. El rey del aire (Il re dell'aria, 1907).

4. Los dos marineros
1. El tesoro del presidente del Paraguay (Il tesoro del presidente del Paraguay, 1894).
2. El continente misterioso (Il continente misterioso, 1894).

### Aventuras en África
- La favorita del Mahdi (La favorita del Mahdi, 1887). En dos tomos: ídem y El profeta del Sudán.
- El rey de la montaña (Il re della montagna, 1895).
- Los dramas de la esclavitud (I drammi della schiavitù, 1896).
- La Costa de Marfil (La Costa d'Avorio, 1898). En dos tomos: ídem y La capital de Dahomey.
- Las cavernas de los diamantes (Le caverne dei diamanti, 1899). Adaptación de Las minas del rey Salomón de H. R. Haggard. Traducido y publicado en 2021.
- Las aventuras de un marinero en África (Le avventure di un marinaio in Africa, 1899).
- Los aventureros del mar (Gli scorridori del mare, 1900).
- La montaña de oro (La montagna d'oro, 1901). Otro título: El tren volador.
- La jirafa blanca (La giraffa bianca, 1902).
- Los bandidos del Sahara (I predoni del Sahara, 1903).
- En las llanuras de Argelia (Sull'Atlante,1907). Otro título: En las montañas del Atlas.
- Los bandidos del Rif (I briganti del Riff, 1911). Otro título: Los bandoleros del Rif.
- Los bandidos del gran desierto (I predoni del gran deserto, 1911).

### Aventuras históricas
- Las panteras de Argel (Le pantere di Algeri, 1903). En dos tomos: ídem y El filtro de los califas.
- Las hijas de los faraones (Le figlie dei Faraoni, 1905). En dos tomos: ídem y El sacerdote de Phtah.
- Cartago en llamas (Cartagine in fiamme, 1908). Otro título: La destrucción de Cartago.

### Aventuras en el Far West
- El rey de la pradera (Il re della Prateria, 1896).
- Il figlio del cacciatore d'orsi (1899). Adaptación de El hijo del cazador de osos de Karl May.
- Los mineros de Alaska (I minatori dell'Alaska, 1900).
- Aventuras entre los pieles rojas (Avventure fra le pellirosse, 1900). Adaptación de Nick of the Woods de Robert Montgomery Bird.
- La Soberana del Campo de Oro (La Sovrana del Campo d'Oro, 1905). En dos tomos: ídem y El rey de los cangrejos.

### Aventuras en Rusia
- Los horrores de la Siberia (Gli orrori della Siberia, 1900).
- La heroína de Puerto Arturo (L'eroina di Port Arthur, 1904. Otro título: La naufragatrice).
- Las águilas de la estepa (Le aquile della steppa, 1907).

### Aventuras en Italia
- Los exploradores del Meloria (I naviganti della Meloria, 1902).

### Aventuras en India y China
- La cimitarra de Buda (La scimitarra di Budda, 1892).
- Los náufragos del Oregón (I naufragatori dell'Oregon, 1896).
- El capitán del Djumna (Il capitano della Djumna, 1897).
- La Montaña de Luz (La montagna di luce, 1902).
- Los estragos de la China (Le stragi della China, 1901. Otro título: Il sotterraneo della morte).
- En el mar de las perlas (Sul mare delle perle, 1903).
- La ciudad del rey leproso (La città del re lebbroso, 1904).
- La perla del Río Rojo (La gemma del fiume rosso, 1904).
- La perla roja (La perla sanguinosa, 1905). En dos tomos: ídem y Los pescadores de perlas.

### Aventuras en Oceanía
- Los Robinsones italianos (I Robinson italiani, 1896). Otro título: Los Robinsones.
- Los pescadores de Trepang (I pescatori di Trepang, 1896).
- El tesoro de la Montaña Azul (Il tesoro della montagna azzurra, 1907).

### Aventuras en los Polos
- Al Polo Austral en velocípedo (Al Polo Australe in velocipede, 1895).
- En el país de los hielos (Nel paese dei ghiacci, 1896. Comprende dos relatos: I naufraghi dello Spitzberg y I cacciatori di foche della Baia di Baffin). En dos tomos: Los náufragos del Spitzberg y Los cazadores de focas de la bahía de Baffin.
- Al Polo Norte (Al Polo Nord, 1898). En dos tomos: ídem y A bordo del «Taymir».
- La «Estrella Polar» en el Mar Ártico (La Stella Polare e il suo viaggio avventuroso, 1901. Otro título: Verso l'Artide con la Stella Polare).
- Un desafío en el Polo (Una sfida al Polo, 1909).

### Aventuras en el mar
- Los pescadores de ballenas (I pescatori di balene, 1894). En dos tomos: ídem e Invierno en el Polo Norte.
- Un drama en el océano Pacífico (Un dramma nell'Oceano Pacífico, 1895).
- A través del Atlántico en globo (Attraverso l'Atlantico in pallone, 1896).
- Los solitarios del océano (I solitari dell'Oceano, 1904). En dos tomos: ídem y El estrecho de Torres.

### Aventuras en América del Sur y el Caribe
- Dos mil leguas por debajo de América (Duemila leghe sotto l'America, 1888). Otro título: El tesoro de los incas.
- I naufraghi del Poplador (1895).
- La ciudad del oro (La città dell'Oro, 1898).
- La capitana del Yucatán (La capitana del Yucatán, 1899).
- El hombre de fuego (L'uomo di fuoco, 1904).
- La estrella de la Araucania (La stella dell'Araucania, 1906).

### Cuentos
- La rosa del Dong-Giang (La rosa del Dong-Giang, 1897). Otro título: Tay-See.
- Los cuentos marineros de Mastro Catrame (Le novelle marinaresche di Mastro Catrame, 1894). Otro título: El buque maldito.
- Le grandi pesche nei mari australi (1904).
- Cuentos de la Biblioteca Áurea (I racconti della bibliotechina aurea illustrata, 1900-1906).
- Storie rosse (1910).

### Ciencia ficción
- Las maravillas del 2000 (Le meraviglie del Duemila, 1907).

### Autobiografía
- La Bohème italiana (1909). La bohemia italiana, Edición y traducción de Stéphanie Ameri y Juan Carlos Abril, Torrelavega: Quálea, 2015, ISBN 978-84-944287-1-5 (Prólogo de Juan Carlos Abril).

## Honores
Fue nombrado caballero por la reina de Italia.